# Итальянский союз борьбы
Итальянский союз борьбы (итал. Fasci italiani di combattimento) — итальянская организация, созданная Муссолини в 1919 году на основе существовавшего с 1914 года Союза революционного действия. В 1921 году организация была преобразована в Национальную фашистскую партию. Штаб-квартира находилась в Милане.
Члены организации носили чёрные рубашки, жёлтые и красные полоски на запястье (цвета Рима). Символом организации являлась фасция — древнеримский символ власти, традиционный республиканский символ. Основными целями Итальянского союза борьбы являлись борьба с коммунистами и забастовками.

## Конгрессы
Организация провела три конгресса (съезда)
- I конгресс, Флоренция, 9—10 октября 1919
- II конгресс, Милан, 24—25 мая 1920
- III конгресс, Рим, 7—10 ноября 1921

## Документы
- Манифест Итальянского союза борьбы, опубликованный в «Il Popolo d’Italia» 6 июня 1919 г.